# Sierra de Baza

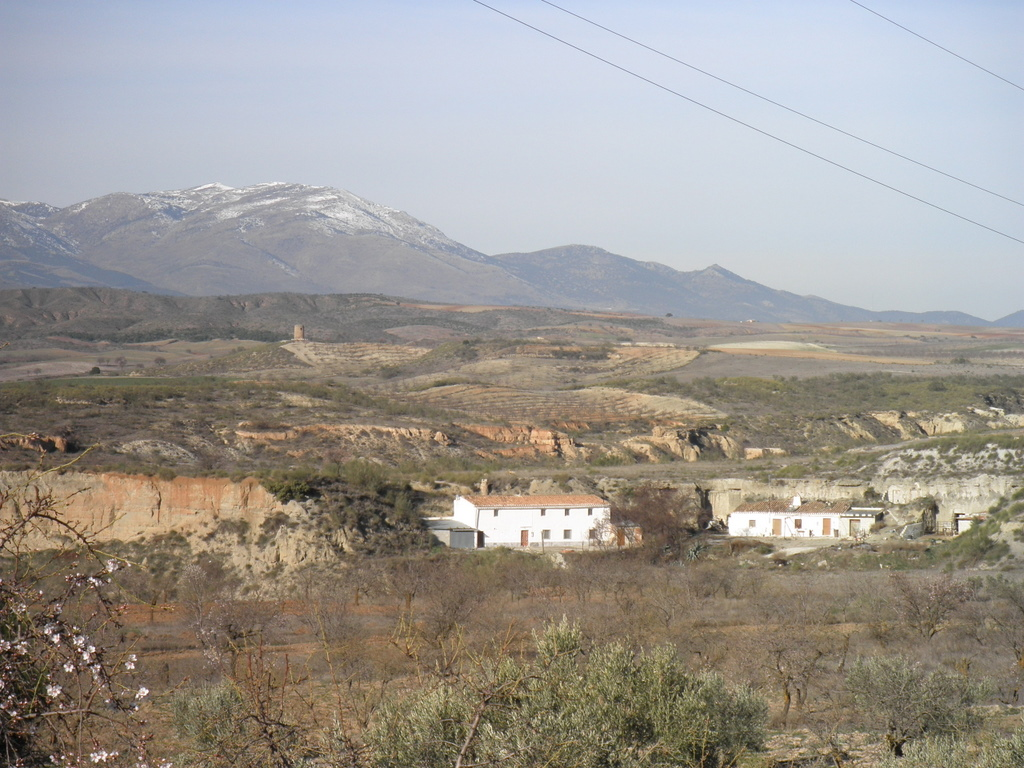
Sierra de Baza

Die Sierra de Baza ist ein Bergstock (sierra) und ein gleichnamiger Naturpark in Andalusien im Süden Spaniens.

## Lage und Geologie
Die in geologischer Hinsicht zur Innenzone der Betischen Kordillere gehörende Sierra de Baza liegt im Osten der Provinz Granada zwischen der Sierra Nevada und den Sierras de Cazorla, Segura y Las Villas, von denen sie durch die Hochebenen Valle del Marquesado im Süden und Hoya de Guadix und Hoya de Baza im Norden getrennt ist. Nach Osten setzt sie sich in die Sierra de los Filabres fort.
Mit mehreren Gipfeln von über 2000 m Höhe (der höchste ist der Calar de Santa Bárbara, 2269 m) hat die Sierra de Baza teilweise Hochgebirgscharakter. Das metamorphe Gestein im Osten gehört zu den Nevado-Filabriden, der Kalkstein im Westen zu den Alpujarriden. So unterscheidet sich landschaftlich der Westen deutlich vom Osten: Im Westen herrscht Kalkstein vor, die einzelnen Bergmassive sind durch tiefe Täler voneinander getrennt. Im Osten bildet metamorphes Gestein ein kompakteres Gebirge, in das die Schluchten der Flüsse so regelmäßig eingeschnitten sind, dass zuweilen ein „Grillmuster“ entsteht.

## Flora
Von besonderem Interesse sind botanisch zum einen die Kiefernwälder der Höhenlagen über 2000 m, denn die Waldkiefer ist im Mittelmeerraum ein Relikt aus den Eiszeiten, zum anderen feuchte Hochgebirgswiesen. Die größte Fläche nehmen jedoch Kiefernaufforstungen ein. Von den ursprünglichen Eichenwäldern sind nur noch kleine Reste geblieben.

## Fauna
Die einst im Gebiet vorkommenden Braunbären und Wölfe sind seit langem ausgerottet, Hirsche und Wildschweine wurden wieder eingebürgert, und Wild- und Ginsterkatze leben hier. Vor allem aber wird der Beobachter zahlreiche Greifvögel sehen, unter anderem Habicht, Habichtsadler, Steinadler und Uhu.

## Besiedlung
Vom Menschen ist das Gebiet seit der Steinzeit besiedelt, wie Funde in Felshöhlen (u. a. am Monte Jabalcón) belegen. Das berühmteste archäologische Fundstück, die Dama de Baza, eine iberische Skulptur, ist im Madrider Museo Arqueológico Nacional de España ausgestellt. Im 19. Jahrhundert begann eine Phase intensiver forstwirtschaftlicher Nutzung und Weidenutzung des Waldes, die auch heute noch fortgeführt wird. Allerdings wohnen die Menschen nicht mehr im Gebirge und ehemals zahlreiche Orte im Naturpark sind unbewohnt. „Hauptstadt“ ist die außerhalb des Naturparks gelegene Stadt Baza.